# Diana Harshbarger

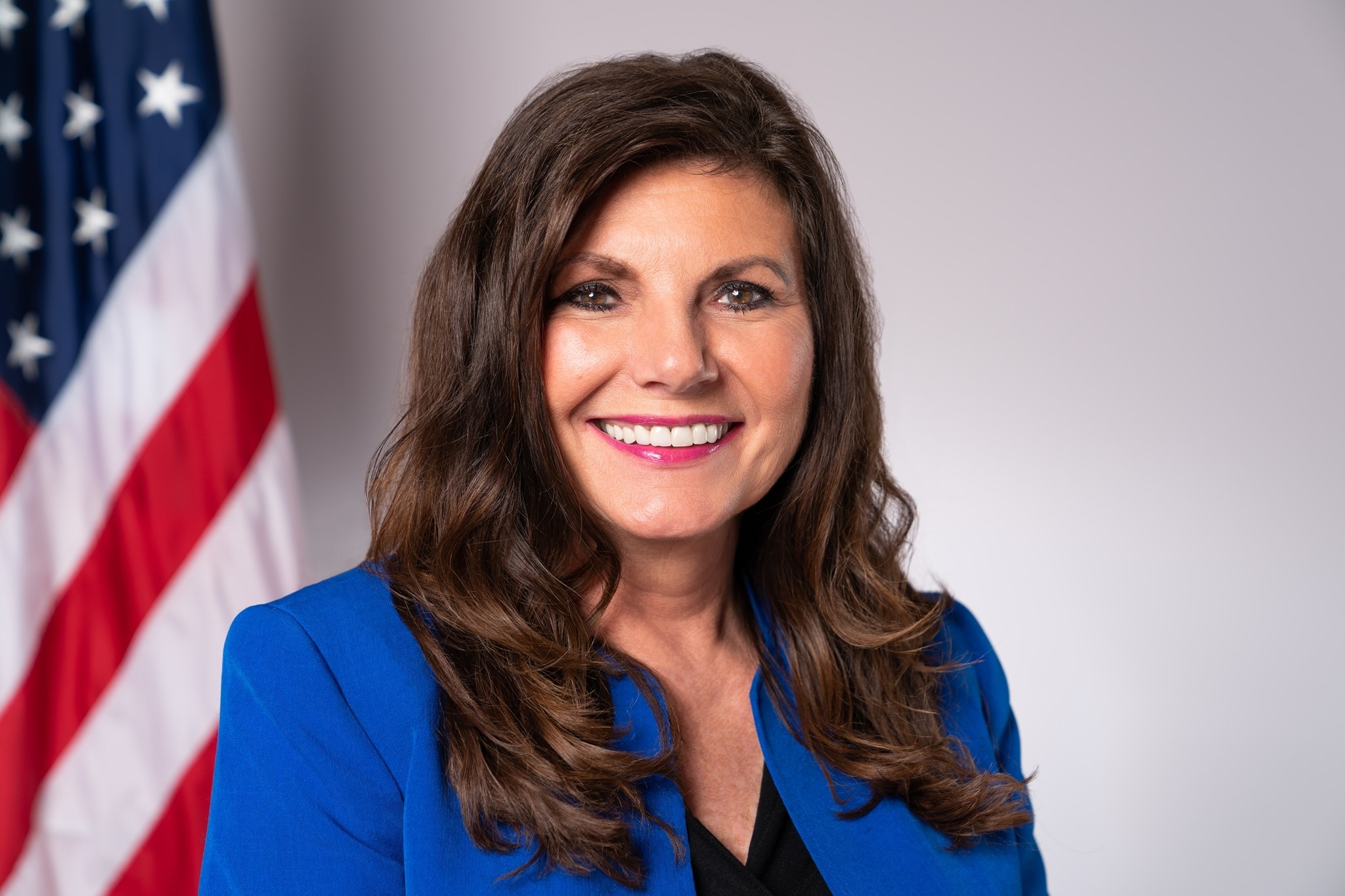
Offizielles Kongress-Porträt (2021)

Diana Lynn Harshbarger (* 1. Januar 1960 in Kingsport, Sullivan County, Tennessee) ist eine US-amerikanische Politikerin der republikanischen Partei. Seit 2021 vertritt sie den ersten Distrikt des Bundesstaats Tennessee im Repräsentantenhaus der Vereinigten Staaten.

## Familie, Ausbildung und Beruf
Harshbarger wuchs in Bloomingdale in Tennessee auf, besuchte nach der High School die East Tennessee State University und schloss ein Studium der Pharmazie an der Mercer University mit dem Titel Doctor of Pharmacy ab. Seit 1987 ist sie zugelassene Apothekerin und betrieb eine Firma in Tennessee.
Sie ist verheiratet und hat einen erwachsenen Sohn. Mit ihrem Ehemann lebt sie in Kingsport und auf einer Farm in Unicoi.

## Politische Laufbahn
Harshbarger wurde 2020 zum ersten Mal in das Repräsentantenhaus gewählt. In der republikanischen Vorwahl erhielt sie mit 19,2 % der Stimmen den größten Stimmanteil der zehn Kandidaten. Die allgemeinen Wahl im November 2020 gewann sie mit 74,7 % der Stimmen gegen die demokratische Kandidatin Blair Walsingham.
Die Primary (Vorwahl) ihrer Partei für die Wahlen 2022 am 4. August gewann sie ohne Gegenkandidaten. Sie trat am 8. November 2022 gegen Cameron Parsons von der Demokratischen Partei, sowie die unabhängigen Richard Baker und Matt Makrom an. Sie konnte die Wahl mit 78,3 % der Stimmen für sich entscheiden und war dadurch im Repräsentantenhaus des 118. Kongresses vertreten. Auch Bei der folgenden Kongresswahl 2024 hatte sie in der Vorwahl keinen Herausforderer. In der Hauptwahl gegen den Demokraten Kevin Jenkins und zwei unabhängigen Kandidaten gewann sie mit 78,1 %. Ihre aktuelle Legislaturperiode im Repräsentantenhaus des 119. Kongresses dauert noch bis zum 3. Januar 2027.

### Ausschüsse
Harshbarger ist aktuell Mitglied in folgenden Ausschüssen des Repräsentantenhauses:
- Committee on Energy and Commerce
  - Communications and Technology
  - Health
  - Innovation, Data, and Commerce

Harshberger war früher außerdem Mitglied des Committee on Education and Labor sowie des Committee on Homeland Security.